# G. Raymond Nye
Pour les articles homonymes, voir Nye.
George Raymond Nye, né le 13 avril 1889 à Tamaqua (Pennsylvanie), mort le 23 juillet 1965 à Los Angeles (Californie), est un acteur américain.
Il est généralement crédité G. Raymond Nye.

## Biographie
G. Raymond Nye contribue surtout à cent-dix-sept films muets américains (y compris des courts métrages), sortis entre 1912 et 1928. Douze d'entre eux sont réalisés par J. Gordon Edwards, dont trois aux côtés de Theda Bara, tel Salomé (1918). Son dernier film muet, canadien, sort en 1929 (The Devil Bear de Louis Chaudet, avec Dorothy Dwan).
Son premier film parlant (partiellement) est Tenderloin (en) de Michael Curtiz, avec Dolores Costello et Conrad Nagel, sorti en 1928. Il participe à vingt-cinq autres films parlants américains, principalement au cours des années 1930, tenant le plus souvent des petits rôles non crédités. Mentionnons King Kong de Merian C. Cooper et Ernest B. Schoedsack (version de 1933, avec Fay Wray et Robert Armstrong), ainsi que Les Misérables de Lewis Milestone (version de 1935, avec Fredric March personnifiant Jean Valjean). Son dernier film est Un amour désespéré de William Wyler, avec Laurence Olivier et Jennifer Jones, sorti en 1952.
Fait particulier, il collabore à de nombreux westerns, dont Son meilleur ami de Lambert Hillyer (1920, avec William S. Hart), l'ultime étant Le Cavalier de la mort d'André De Toth (son avant-dernier film, 1951, avec Randolph Scott et Joan Leslie).
Parmi ses autres partenaires à l'écran, citons Buck Jones (sept films, dont The Boss of Camp Four de W. S. Van Dyke en 1922), J. Warren Kerrigan (dix films, dont le court métrage The Road to Paradise d'Otis Turner en 1915), Hoot Gibson (onze films, dont Hard Hombre (en) d'Otto Brower en 1931) et William Farnum (douze films).    
Notons ici qu'après avoir joué dans le western muet The Last of the Duanes de J. Gordon Edwards (1919, avec William Farnum), G. Raymond Nye participe à son premier remake parlant de 1930, The Last of the Duanes d'Alfred L. Werker (avec George O'Brien et Lucile Browne).

## Filmographie partielle
- 1915 : The Rehearsal de J. Searle Dawley (court métrage)
- 1915 : The Road to Paradise d'Otis Turner (court métrage)
- 1915 : The Tides of Retribution de J. Farrell MacDonald (court métrage)
- 1915 : The Woman of Mystery de Travers Vale (court métrage)
- 1916 : Liberty d'Henry MacRae et Jacques Jaccard
- 1916 : The Mystery of Orcival de J. Farrell MacDonald (court métrage)
- 1916 : The Adventures of Peg o' the Ring de Francis Ford et Jacques Jaccard (serial)
- 1917 : The Curse of Eve de Frank Beal
- 1917 : The Kingdom of Love de Frank Lloyd
- 1917 : La Femme fardée (When a Man Sees Red) de Frank Lloyd
- 1917 : The Desert Ghost de George Marshall (court métrage)
- 1918 : Ali Baba et les Quarante Voleurs (Ali Baba and the Forty Thieves) de Chester M. Franklin et Sidney Franklin
- 1918 : Under the Yoke de J. Gordon Edwards
- 1918 : The Branded Man d'Hoot Gibson (court métrage)
- 1918 : The Strange Woman d'Edward LeSaint
- 1918 : Mother, I Need You de Frank Beal (court métrage)
- 1918 : Salomé (Salome) de J. Gordon Edwards
- 1918 : The Girl with the Champagne Eyes, de Chester M. Franklin
- 1918 : Play Straight or Fight de Paul Hurst (court métrage)
- 1918 : For Freedom de Frank Lloyd
- 1918 : The Midnight Flyer de George Marshall (court métrage)
- 1919 : The Last of the Duanes de J. Gordon Edwards
- 1919 : When Men Desire de J. Gordon Edwards
- 1919 : The Lone Star Ranger de J. Gordon Edwards
- 1919 : Broken Commandments de Frank Beal
- 1920 : Son meilleur ami (Sand!) de Lambert Hillyer
- 1920 : The Scuttlers de J. Gordon Edwards
- 1921 : While the Devil Laughs de George W. Hill
- 1921 : Oliver Twist, Jr. de Millard Webb
- 1921 : La Reine de Saba (Queen of Sheba) de J. Gordon Edwards
- 1921 : L'Insulte (To a Finish) de Bernard J. Durning
- 1922 : Pardon My Nerve ! de B. Reeves Eason
- 1922 : The Boss of Camp Four de W. S. Van Dyke
- 1923 : Salomy Jane de George Melford
- 1923 : L'Outsider (The Ramblin' Kid) de Edward Sedgwick
- 1924 : Tiger Love (en) de  George Melford
- 1924 : Sawdust Trail d'Edward Sedgwick
- 1924 : Le Capitaine Blake (The Fighting Coward) de James Cruze
- 1925 : The Saddle Hawk d'Edward Sedgwick
- 1925 : Let 'er Buck d'Edward Sedgwick
- 1926 : Driftin' Thru de Scott R. Dunlap

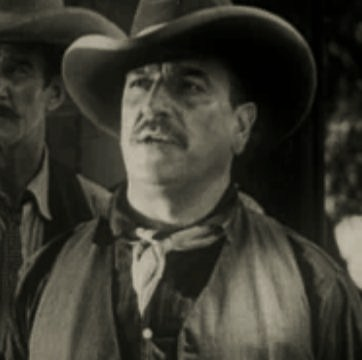
Dans Hard Hombre (1931)

- 1928 : The Devil's Skipper de John G. Adolfi
- 1928 : Tenderloin de Michael Curtiz
- 1929 : The Devil Bear de Louis Chaudet (film canadien)
- 1930 : Le Dernier des Duane (The Last of the Duanes) d'Alfred L. Werker
- 1931 : The Deadline de Lambert Hillyer
- 1931 : Hard Hombre (en) d'Otto Brower
- 1932 : A Man's Land de Phil Rosen
- 1932 : The Reckless Rider d'Armand Schaefer
- 1932 : The Boiling Point (en) de George Melford
- 1933 : King Kong de Merian C. Cooper et Ernest B. Schoedsack
- 1933 : Frères dans la mort (Somewhere in Sonora) de Mack V. Wright
- 1934 : Le Mystère du rapide (Murder in the Private Car) d'Harry Beaumont
- 1935 : Les Misérables de Richard Boleslawski
- 1935 : Grand Exit d'Erle C. Kenton
- 1935 : Les Évadés de l'île du diable (Escape from Devil's Island) d'Albert S. Rogell
- 1935 : In Old Kentucky de George Marshall
- 1936 : La musique vient par ici (The Music Goes Round) de Victor Schertzinger
- 1936 : Sa Majesté est de sortie (The King Steps Out) de Josef von Sternberg
- 1936 : L'Homme qui vécut deux fois (The Man Who Lived Twice) d'Harry Lachman
- 1937 : Git Along Little Dogies de Joseph Kane
- 1942 : Les Yeux dans les ténèbres (Eyes in the Night) de Fred Zinnemann
- 1945 : The Dolly Sisters d'Irving Cummings
- 1951 : Le Cavalier de la mort (Man in the Saddle) d'André De Toth
- 1952 : Un amour désespéré (Carrie) de William Wyler